# Sorygaza didymata
Sorygaza didymata är en fjärilsart som beskrevs av Walker 1865. Sorygaza didymata ingår i släktet Sorygaza och familjen nattflyn. Inga underarter finns listade i Catalogue of Life.